# ピーター・アーツ
ピーター・アーツ（Peter Aerts、1970年10月25日 - ）は、オランダの北ブラバント州アイントホーフェン出身の男性キックボクサー。ドージョー・チャクリキ、K1 Aerts Dojo所属。

## 概要
K-1  GRAND PRIX '94、'95、'98の王者であり、K-1史上初のグランプリ2連覇および3度目の優勝を成し遂げ、17度の決勝トーナメント最多出場、16年連続の決勝トーナメント最多連続出場、6度のトーナメント決勝戦最多出場などの記録を持つ。K-1の第1回大会から参戦し、アンディ・フグとアーネスト・ホースト、マイク・ベルナルドとは「K-1四天王」として並び称された。
豪快なハイキックを得意とし、そこから、大木をなぎ倒す樵の意である「The Dutch Lumberjack（ダッチ・ランバージャック）」の異名を持つ。この異名は対戦相手のマーク・ラッセルのトレーナーがアーツのことをランバージャックと呼び、アーツの父も樵だったこともあって気に入り、定着したと語っている。
入場の際にはバッファローチェックの赤いジャケットを羽織り、さらに赤い帽子を被るという北米の樵たちの伝統的なスタイルで入場している。このジャケットと帽子はバス・ルッテンからプレゼントされたものと語っている。なお、帽子は青色や緑色など、赤色以外の物を被って入場したこともある。
主な入場曲はMisirlou。

## 来歴

### 生い立ち - 1992年
1970年10月25日に誕生。ボクサーだった祖父と叔父の影響から自身もボクサーを目指していたが、自身が8歳か9歳頃に母親からボクシングをすることを反対される。そのためにテコンドーを習うも満足できず、14歳でキックボクシングに興味を持つが母親はそれがどんなスポーツかを知らなかったためにすんなり習わせてくれたという。
1987年、ピーター・ピータース戦でプロデビュー。
1988年11月20日、アーネスト・ホーストと対戦し、判定負け。
1991年11月18日、フランク・ロブマンと対戦して勝利。アーツはこの試合を「何とか勝ったけれど、もの凄く大変な試合だった」と語っている。
1992年4月9日、フランスで開催された興行で8年間キックボクシング界で無敗を誇っていたモーリス・スミスに判定勝ち。同年5月14日、リングス 光臨にてキックボクシングルールで行われたアダム・ワット戦をヒジ打ちで2ラウンドKO勝ち。同年10月4日、格闘技オリンピックIII 〜カラテワールドカップ '92〜で佐竹雅昭とキックボクシングルールで対戦し、引き分け。

### 1993年 - 1996年
1993年3月7日、オランダで開催されたTHE NIGHT OF THE SHOCKでモーリス・スミスと再戦し、4ラウンド終了間際に放った右ハイキックで失神KO勝ち。
4月30日、初開催されたK-1 GRAND PRIX '93へ参戦。優勝候補と目されていたが、トーナメント1回戦で当時日本では無名の選手であったアーネスト・ホーストに判定負け。
1994年4月30日、K-1 GRAND PRIX '94のGP1回戦でロブ・ファン・エスドンクにKO勝ち。4月30日、準決勝でパトリック・スミスにKO勝ち、決勝で佐竹雅昭に判定勝ちで、GP初制覇を果たした。
1995年3月3日、K-1 GRAND PRIX '95のGP1回戦でカークウッド・ウォーカーにKO勝ち。5月4日、準々決勝で後川聡之にKO勝ち、準決勝でアーネスト・ホーストに判定勝ち、決勝でジェロム・レ・バンナにKO勝ちを収めて、GP2連覇を果たした。
1996年3月10日、K-1 GRAND PRIX '96のGP1回戦でジャン＝クロード・リビエールと対戦し、KO勝ち。5月6日、準々決勝でマイク・ベルナルドに3ラウンド、ベルナルドの左フックでKO負けを喫しリベンジを許した。なお、この試合はアーツにとってK-1のリングで初のKO負けを喫した試合となった。
なお、K-1での2戦目となる1993年9月4日のK-1 ILLUSION 風林火山 "林の章"におけるディーノ・ホームズ戦から1996年3月10日のK-1 GRAND PRIX '96 開幕戦におけるジャン＝クロード・リビエール戦までの間にかけて記録した14連勝はK-1における最多連勝記録であり、またこの間、K-1以外で行った試合も含めると20連勝を記録している。
9月1日、K-1 REVENGE '96ではベルナルドとのラバーマッチに臨むもローキックが下腹部に入り1ラウンド反則負けを喫し、10月8日、K-1 STAR WARS '96ではベルナルドと四度目の対戦をするも、ベルナルドの右フックで3ラウンドKO負けの3連敗を喫した。

### 1997年
3月16日、K-1 KINGS '97では前年王者アンディ・フグと初対戦し、左膝蹴りで1ラウンドTKO勝ち。
7月20日、K-1 DREAM '97ではジェロム・レ・バンナとK-1 GRAND PRIX '95 決勝戦以来二度目の対戦をし、右ハイキックで2ラウンドKO勝ち。
9月7日、K-1 GRAND PRIX '97 開幕戦のGP1回戦でジェームズ・ウェーリングと対戦し、右ハイキックで3ラウンドKO勝ち。
11月9日、K-1 GRAND PRIX '97 決勝戦のGP準々決勝でマイク・ベルナルドに右ボディストレートで3ラウンドTKO勝ちするものの、準決勝でアンディ・フグに判定負け。
なお同年、所属していたドージョー・チャクリキを離脱。後にメジロジムに移籍。

### 1998年
4月9日、K-1 KINGS '98では前年度K-1GP王者アーネスト・ホーストと対戦し、ダウンを奪って判定勝ち。
6月6日、K-1 FIGHT NIGHT '98ではアンディ・フグとのWKA世界ムエタイスーパーヘビー級タイトルマッチに臨み、判定負けで王座奪取に失敗。
7月18日、K-1 DREAM '98ではフランシスコ・フィリォと対戦。ダウンを奪って優勢だったが、自らキックを蹴った際に右脛に裂傷を負い、1ラウンド終了時ドクターストップでTKO負け。
9月27日、K-1 GRAND PRIX '98 開幕戦のGP1回戦でシニサ・アンドリヤセビッチと対戦し、2ラウンドTKO勝ち。
12月13日、K-1 GRAND PRIX '98 決勝戦のGP準々決勝の佐竹雅昭戦、準決勝のマイク・ベルナルド戦を共に1ラウンドTKO勝ちし、決勝のアンディ・フグとの対戦では左ハイキックで1ラウンドKO勝ちを収めて1993年のブランコ・シカティックに続く全試合KOもしくはTKO勝ちでの優勝ならびに史上初の3度目のGP優勝を果たした。なお、決勝大会での全試合1ラウンドKOもしくはTKO勝ちはK-1史上初であり、他にはK-1 WORLD GP 2009 FINALにてセミー・シュルトが達成したのみである。

### 1999年
2月3日、K-1 RISING SUN '99でのマイケル・マクドナルド戦から7月18日、K-1 DREAM '99でのサム・グレコ戦までの5試合全てをKOもしくはTKO勝ち。その結果、前年のシニサ・アンドリヤセビッチ戦から9試合連続でKOもしくはTKO勝ちとなり、これはK-1におけるKOもしくはTKOでの最多連勝記録である。
10月3日、K-1 GRAND PRIX '99 開幕戦のGP1回戦ではロイド・ヴァン・ダムと対戦し判定勝ち。
12月5日、K-1 GRAND PRIX '99 決勝戦のGP準々決勝でのジェロム・レ・バンナ戦では試合開始から15秒で右ハイキックによるダウンを奪うも、ロープ際に追い詰められての左フックを浴びて1ラウンドKO負けを喫した。

### 2000年
1月25日、K-1 RISING 2000では武蔵と対戦し延長1ラウンドTKO勝ち。
4月23日、K-1 THE MILLENNIUMではレイ・セフォーと対戦し右ローキックで3ラウンドKO勝ち。
7月7日、K-1 SPIRITS 2000ではシリル・アビディと対戦し右ストレートにより1ラウンドTKO負け。
8月20日、K-1 WORLD GP 2000 in 横浜のグランプリ予選トーナメント1回戦にてシリル・アビディと再戦するも、背筋挫傷によるタオル投入で1ラウンドTKO負け。
8月27日、急性前骨髄性白血病によって35歳の若さで急逝したアンディ・フグに病院内で「K-1ファイターの中で1番の親友だった。空手からK-1というなれないルールの中で精神力を頼りにベストファイターに上り詰めたアンディには、’‘’敬意を表する‘’‘という言葉以外見当たらない。」「アンディのことは絶対に忘れない」と追悼のコメントを寄せた。
12月10日、K-1 WORLD GP 2000 決勝戦に主催者推薦枠で出場。1回戦でシリル・アビディと対戦し判定勝ちするも、眉間をカットしたため準決勝を棄権した。

### 2001年
3月17日、K-1 GLADIATORS 2001ではミルコ・クロコップと対戦し判定負け。
8月11日、K-1 WORLD GP 2001 in ラスベガスではグランプリ予選トーナメントの決勝戦でステファン"ブリッツ"レコと対戦し、右ストレートで3ラウンドKO負け。その結果、2年連続で自力での決勝大会進出を逃すこととなり、最終的には前年に続き主催者推薦での決勝大会進出を果たすこととなった。
12月8日、K-1 WORLD GP 2001 決勝戦のGP1回戦ではフランシスコ・フィリォと対戦し、2ラウンド終了時の足の甲骨折によるTKO負け。

### 2002年
7月14日、K-1 WORLD GP 2002 in 福岡ではアレクセイ・イグナショフと対戦し判定負け。
10月5日、K-1 WORLD GP 2002 開幕戦のGP1回戦ではグラウベ・フェイトーザと対戦し判定勝ち。
12月7日、K-1 WORLD GP 2002 決勝戦のGP準々決勝ではレイ・セフォーと対戦し、ローキックを効かせて優勢に試合を進めたが判定負け。

### 2003年
3月30日、K-1 WORLD GP 2003 in SAITAMAではステファン"ブリッツ"レコと再戦。しかし、右脛裂傷によるドクターストップで3ラウンドTKO負け。
6月29日、K-1 BEAST II 2003ではボブ・サップ率いるビースト軍団の一員としてK-1 JAPAN軍団の中迫剛と対戦し、右ハイキックで2ラウンドKO勝ち。
10月11日、K-1 WORLD GP 2003 開幕戦 ALL STARSのGP1回戦ではジェレル・ヴェネチアンに判定勝ち。
12月6日、K-1 WORLD GP 2003 決勝戦ではGP準々決勝でアレクセイ・イグナショフと再戦し、延長1ラウンド判定勝ち。準決勝で武蔵と対戦し、判定負け。

### 2004年
6月6日、K-1 WORLD GP 2004 in NAGOYAではゲーリー・グッドリッジと対戦し、右ローキックで3ラウンドKO勝ち。
9月25日、K-1 WORLD GP 2004 in TOKYO 開幕戦のGP1回戦ではマイケル・マクドナルドと対戦し、判定勝ち。
12月4日、K-1 WORLD GP 2004 決勝戦のGP準々決勝ではフランソワ・"ザ・ホワイトバッファロー"・ボタと対戦。1ラウンドに放った自らの右ローキックで右ももに肉離れを起こして1ラウンドKO負け。

### 2005年
7月6日、HERO'Sでは若翔洋と総合格闘技ルールで対戦し、1ラウンドTKO勝ち。
9月23日、K-1 WORLD GP 2005 IN OSAKA 開幕戦のGP1回戦ではマイティ・モーと対戦し、2ラウンドKO勝ち。
11月19日、K-1 WORLD GP 2005 IN TOKYO 決勝戦のGP準々決勝でジェロム・レ・バンナに延長1ラウンド判定勝ちを収めるも、右肋骨を骨折しドクターストップのため準決勝を棄権した。
12月31日、K-1 PREMIUM 2005 Dynamite!!では大山峻護と総合格闘技ルールで対戦しヒールホールドで1ラウンド30秒一本負け。

### 2006年
3月5日、K-1 WORLD GP 2006 IN AUCKLANDではセミー・シュルトと対戦し判定勝ち、試合後には日本のファンのために日本で対戦したかったと述べた。
5月13日、K-1 WORLD GP 2006 IN AMSTERDAMにおいて、アーネスト・ホーストと対戦するはずだったボブ・サップが契約問題のこじれから試合直前になって試合出場を拒否したため、地元のテレビの解説のために来場していたアーツがその代役として試合開始30分前にホーストとの対戦を承諾。この日の試合を終えたシュルトのトランクスを借りて試合に出場し、判定負けしたものの観客から喝采を浴びた。なお、出場理由についてアーツは「K-1が俺の力を必要としていた、K-1に(ホーストの引退試合の中止という)汚点を残してはいけないからな」と語った。
9月30日、K-1 WORLD GP 2006 IN OSAKA 開幕戦のGP1回戦にてレミー・ボンヤスキーと対戦予定だったが病気のため欠場し、これにより第1回大会からの決勝トーナメント連続出場記録が13年で途絶えたかに見えた。しかし、12月2日、K-1 WORLD GP 2006 IN TOKYO 決勝戦のリザーブマッチで武蔵に1ラウンドKO勝ちを収め、準々決勝第4試合に出場したボンヤスキーとステファン"ブリッツ"レコが共にドクターストップのため繰り上がりでリザーバーとしてGP準決勝に出場し、グラウベ・フェイトーザに2ラウンドKO勝ち。決勝戦ではシュルトに判定負けを喫した。

### 2007年
6月23日、K-1 WORLD GP 2007 IN AMSTERDAMではボブ・サップと対戦。左膝蹴りでダウンを奪い、そのままサップは立とうとせず1ラウンド26秒KO勝ち。観客からは大ブーイングとともにリングに物が投げ入れられたが、アーツのマイクアピールに対しては歓声が沸き起こった。
9月29日、K-1 WORLD GP 2007 IN SEOUL FINAL16のGP1回戦ではレイ・セフォーと対戦。1ラウンド終了時に右ローキックでダウンを奪い、インターバル終了後セフォーは立ち上がることができず、セコンドからタオルが投入されTKO勝ち。
12月8日、K-1 WORLD GP 2007 FINALのGP準々決勝で澤屋敷純一に1ラウンドKO勝ちし、続く準決勝はレミー・ボンヤスキーに判定勝ち。そして決勝戦では前年同様にセミー・シュルトと対戦するも左ストレートを浴びた瞬間、右足に異常を見せダウンし1ラウンドKO負け。試合後、「パンチのダメージはなかったけど、踏み込んだ時にリングが濡れていたので滑って、膝が変な方向に曲がって痛めた。前方十字靭帯を痛めたようだ」と語っている。

### 2008年
6月29日、K-1 WORLD GP 2008 IN FUKUOKAではヤン"ザ・ジャイアント"ノルキヤと対戦し3ラウンドTKO勝ち。
「彼が王者のままではK-1がつまらなくなる」という理由で谷川貞治にセミー・シュルトとの対戦を直訴し、4月26日のK-1 WORLD GP 2008 IN AMSTERDAMにてレミー・ボンヤスキー対メルヴィン・マヌーフ戦の勝利者トロフィーを渡すためにリングに上がった際に「開幕戦でシュルトと戦いたい」と対戦をアピール。9月27日のK-1 WORLD GP 2008 IN SEOUL FINAL16のGP1回戦にてシュルトと対戦して判定勝ちを収めるが、この試合の判定は物議を醸した。
12月6日、K-1 WORLD GP 2008 FINALのGP準々決勝でバダ・ハリと対戦し2ラウンドTKO負け。

### 2009年
同年、トム・ハーリックと和解しドージョー・チャクリキに復帰。3月28日、K-1 WORLD GP 2009 IN YOKOHAMAではエロール・ジマーマンと対戦し延長1ラウンド判定勝ち。
8月11日、K-1 WORLD GP 2009 IN TOKYOでは西島洋介と対戦し3ラウンドKO勝ち。なお、この試合は西島のリングシューズ着用が認められた試合となった。（シューズ着用によりルールで西島は蹴りが禁止）
9月26日、K-1 WORLD GP 2009 IN SEOUL FINAL16のGP1回戦ではアリスター・オーフレイムと対戦して判定負け。
12月5日、K-1 WORLD GP 2009 FINALではリザーブファイトでグーカン・サキと対戦し、ダウンを奪い判定勝ち。しかし、本選出場には至らず、第1回大会からの決勝トーナメント連続出場記録が16年で途絶えた。

### 2010年
4月3日、K-1 WORLD GP 2010 IN YOKOHAMAではK-1世界ヘビー級タイトルマッチで京太郎と対戦し2ラウンドKO負け。試合後の会見では階級を本来のスーパーヘビー級に専念することと試合前から怪我していた肘の手術をすることを表明した。
2010年10月2日、K-1 WORLD GP 2010 IN SEOUL FINAL16のGP1回戦にファン投票1位で推薦枠として出場。エヴェルトン・テイシェイラと対戦し延長1ラウンド判定勝ち。
12月11日、K-1 WORLD GP 2010 FINALのGP準々決勝でマイティ・モーと対戦して1ラウンドKO勝ちし、準決勝でセミー・シュルトと対戦して判定勝ち。決勝でアリスター・オーフレイムと再戦し1ラウンドKO負けで優勝は逃したものの、K-1史上最多記録となる6度目のWORLD GP FINAL決勝への出場を果たした。

### 2011年
同年、FEGの経営難が表面化し、選手へのファイトマネー未払いが次々と発覚。特に重量級のWORLD GPシリーズは全く興行の目処が立たない状況になり、アーツはプロレス団体IGFと契約。
8月27日、INOKI GENOME 〜Super Stars Festival 2011〜にて鈴川真一と対戦し、KO勝ち。
12月2日、INOKI BOM-BA-YE 2011にて初のタッグマッチに出場し、ボビー・ラシュリーとのタッグで藤田和之、ケンドー・カシン組と対戦し、ラシュリーが藤田を羽交い絞めにしたところにアーツが右ハイキックを放ってダウンさせ、体固めでフォール勝ちを収めた。
12月11日、「火の国格闘伝説　LEGEND2」ではMr.神風とキックボクシングルールで対戦し1ラウンドKO勝ち。
12月31日、元気ですか!! 大晦日!! 2011にて、藤田とIGFルールのシングルマッチで対戦し、逆片エビ固めでタップアウト負け。
なお、同年には自身のジムであるK1 Aerts Dojoを開設した。

### 2012年
2月17日、GENOME18ではIGF王座選手権試合でジェロム・レ・バンナと対戦し、腕ひしぎ十字固めでタップアウト負け。
3月20日、GENOME19ではミノワマンとのタッグで鈴川真一、澤田敦士組と対戦し、澤田をKOして勝ち。
同時期に、K-1は主催者がFEGからK-1グローバルホールディングスへと代わって再始動したが、アーツはK-1からのオファーを断り、K-1と対立関係にあるキックボクシング大会GLORYと契約した。
6月30日、IT'S SHOWTIMEでタイロン・スポーンと対戦し3ラウンドTKO負け。なお、当初はこの試合を引退試合となることを表明したが、大会の開催予定地であったスヘルトーヘンボスをはじめ、オランダのほとんどの都市の市長が大規模な格闘技大会の開催に反対の姿勢を表明しているため、開催場所がベルギーのブリュッセルに変更となり、母国での引退が叶わず、加えてGLORYから好条件のオファーが届いたため、引退を撤回。アーツの引退試合を大会の目玉としていた主催者側の都合もあって、この試合は「ベネルクス引退試合」に変更となった。試合後には改めてGLORYと6試合の契約を結んでいることを明らかにし、当面は現役を続行することを明らかにした。
12月31日にDREAM.18 & GLORY 4で行われた16人トーナメントで自身の弟子であるムラッド・ボウジディと対戦。1Rは優勢に試合を進めジャッジ5者からポイントを獲得するも、拳を痛め2R開始時にタオルを投入して棄権。1回戦敗退となった。

### 2013年
5月3日のGLORY 8 TOKYOでGLORY 4で行われた16人トーナメントでエロール・ジマーマンやレミー・ボンヤスキーに勝利しベスト4に進出している新鋭ジャマール・ベンサディックと対戦。1Rはベンサディックの圧力に押されフックでダウンを奪われるも、2R早々にパンチの連打でダウンを奪い返すと、アーツより20歳近く若いハードパンチャーのベンサディックを正面からの打ち合いで圧倒し、右ストレートと膝蹴りで続けて二度ダウンを奪い2RKO勝ち。
12月21日、GLORY 13 TOKYOでGLORYヘビー級世界トーナメント2012王者リコ・ヴァーホーベンと対戦し、右ストレートで追い込む場面もあったもののローを効かされ僅差の判定負け。この試合はアーツの引退試合としてアナウンスされていたが、アーツは試合後引退を否定した。

### 2014年
5月30日、ドバイで行われたグローバルFCでデューウィー・クーパーと対戦。試合開始早々に右足を痛めたこともあり攻めきれずドローに終わった。
10月19日、アーネスト・ホーストと対戦し判定負け。

### 2015年
12月31日、RIZIN FIGHTING WORLD GRAND-PRIX 2015 さいたま3DAYSにおいて、把瑠都と対戦し0-3の判定負け。ジェロム・レ・バンナが出場辞退したことに伴う代役であった。本人曰く「クリスマスに六本木で泥酔していたら、急に試合のオファーが来た」とのこと。

### 2020年
1月19日、HEAT 46にて楠ジャイロと対戦し、ローキックでKO勝ち。

### 2023年
7月21日、右ヒザの手術を受けたことを21日、自身のTwitter(現・X)で報告した。アーツは同月初旬、キックボクシングの実技指導のためにブルガリアへ戦士キャンプに訪れていたが、膝をかばうように歩いていた。インターネット上では2015年からアーツの歩き方がおかしいという投稿も見られ、長年引きずっていたようである。

## 人物
- 二卵性双生児の息子と娘がいる[6]。娘はRISEでデビューを果たした[18]。
- 若い頃は、ハードな練習をこなしつつも、友人たちとパブで酒を飲みまくってバカ騒ぎをする日々を過ごしていたが、試合ではその天性の才能でKO勝ちを連発した。しかし結局は不摂生が元で胃腸を壊してスランプに陥ったこともあり、それ以来は人一倍自己管理を心がけるようになった。本人も当時を振り返って「若い頃の俺は摂生なんてものとは無縁だったな。若い頃よりも今の俺の方が真面目に摂生して練習しているよ」と語っている。
- インタビュー時や関係者やファンの前では、豪快な笑い方をする。
- K-1プロデューサーだった谷川貞治は「アーツはどんな強豪との対戦をオファーしても一度も断ったことがない」と常々語って感謝を表している。
- 逆にアーツはその強さゆえに他のファイター達から対戦を嫌がられきた。アーツ本人によると「セミー・シュルトやアーネスト・ホーストですら俺を恐れて対戦を断った」と語っている[19]。唯一の例外がジェロム・レ・バンナであり、K-1 GP 99決勝トーナメント組み合わせ抽選会において、前々日の試合直後からバンナはアーツとの対戦を熱望しており、抽選の結果、初戦でアーツ対バンナが実現して大喜びするバンナを見て、「俺と戦うことが決まってこんなに喜ぶのはジェロムくらいだよ」と苦笑いしていた。
- K-1初期からのファイターであるが、総合格闘技に対しても理解的な姿勢を見せており、K-1の興行においてキモvsパトリック・スミス戦が行われた際もそれを認めるコメントを出した。アントニオ・ホドリゴ・ノゲイラらの元で総合格闘技のトレーニングを積み、HERO'Sでは総合格闘技デビューを果たした。
- 自身と共にK-1四天王として並び称されたアンディ・フグやアーネスト・ホースト、マイク・ベルナルド、長年のライバルであるジェロム・レ・バンナとは友人でもある。2000年にフグが死去した際のインタビューでは「K-1の選手の中で一番の親友だった。アンディのことは絶対に忘れない」などと涙ながらに語り、バンナは2010年からアーツとともにドージョー・チャクリキで練習するようになり、バンナがアーツのセコンドにも就いている。また、自身のトランクスに666の文字を入れていたことがあるが、これはベルナルドへのジョークであったことを明かしている[6]。2012年2月17日のIGF選手権試合後には、同年2月14日に死去したベルナルドへの追悼コメントをバンナと共に語った[20]。
- 雑誌『ハイパーコロコロ』で坂井孝行による読み切り漫画作品『K-1超闘士列伝ピーター・アーツ物語』が掲載された。この作品は同じく坂井の作品『K-1 ダイナマイト』の単行本2巻に収録されている。

## 戦績

### キックボクシング
| キックボクシング 戦績 | キックボクシング 戦績 | キックボクシング 戦績 | キックボクシング 戦績 | キックボクシング 戦績 | キックボクシング 戦績 | キックボクシング 戦績 |
| --------------------- | --------------------- | --------------------- | --------------------- | --------------------- | --------------------- | --------------------- |
| 143 試合              | (T)KO                 | 判定                  | その他                | 引き分け              | 無効試合              |                       |
| 106 勝                | 79                    | 26                    | 0                     | 2                     | 0                     |                       |
| 35 敗                 | 19                    | 15                    | 1                     | 2                     | 0                     |                       |

| 勝敗 | 対戦相手                                     | 試合結果                                              | 大会名                                                                             | 開催年月日     |
| ○    | 楠ジャイロ                                   | 2R 0:28 KO（右ローキック）                            | HEAT 46                                                                            | 2020年1月19日  |
| ○    | クリスチャン・ミュラー                       | 1R KO（左膝蹴り）                                     | La Familia Fight Night X                                                           | 2019年5月4日   |
| ×    | ヤン・ソウクップ                             | 3R終了 判定0-3                                        | Yangames Fight Night                                                               | 2018年7月26日  |
| ○    | Nordine Mahieddine                           | 3R終了 判定3-0                                        | WFL                                                                                | 2017年4月23日  |
| ×    | アーネスト・ホースト                         | 5R終了 判定3-0                                        | K-ENERGY 【WKO世界ヘビー級タイトルマッチ】                                         | 2014年10月19日 |
| ×    | フレディ・ケマイヨ                           | 2R TKO（足の負傷）                                    | Fight Night Saint-Tropez II                                                        | 2014年8月4日   |
| △    | デューウィー・クーパー                       | 3R終了 ドロー                                         | グローバルFC                                                                       | 2014年5月30日  |
| ×    | リコ・ヴァーホーベン                         | 3R終了 判定1－2                                       | GLORY 13 TOKYO                                                                     | 2013年12月21日 |
| ○    | ジャマール・ベン・サディック                 | 2R 2:09 TKO（3ノックダウン：左膝蹴り）                | GLORY 8 TOKYO                                                                      | 2013年5月3日   |
| ×    | ムラッド・ボウジディ                         | 2R開始時 タオル投入（右拳の負傷）                     | DREAM.18 & GLORY 4【グランドスラム 一回戦】                                        | 2012年12月31日 |
| ×    | タイロン・スポーン                           | 3R TKO                                                | IT'S SHOWTIME                                                                      | 2012年6月30日  |
| ○    | Mr.神風                                      | 1R 2:59 KO（3ノックダウン：右ローキック）             | 火の国格闘伝説 LEGEND2                                                             | 2011年12月11日 |
| ×    | アリスター・オーフレイム                     | 1R 1:07 KO（パンチ連打）                              | K-1 WORLD GP 2010 FINAL 【WORLD GP 決勝】                                          | 2010年12月11日 |
| ○    | セミー・シュルト                             | 3R終了 判定2-0                                        | K-1 WORLD GP 2010 FINAL 【WORLD GP 準決勝】                                        | 2010年12月11日 |
| ○    | マイティ・モー                               | 1R 2:20 KO（2ノックダウン：パンチ連打）               | K-1 WORLD GP 2010 FINAL 【WORLD GP 準々決勝】                                      | 2010年12月11日 |
| ○    | エヴェルトン・テイシェイラ                   | 3R+延長1R終了 判定3-0                                 | K-1 WORLD GP 2010 IN SEOUL FINAL16 【WORLD GP 1回戦】                              | 2010年10月2日  |
| ×    | 京太郎                                       | 2R 1:56 KO（右ストレート）                            | K-1 WORLD GP 2010 IN YOKOHAMA 【K-1ヘビー級タイトルマッチ】                        | 2010年4月3日   |
| ○    | グーカン・サキ                               | 3R終了 判定3-0                                        | K-1 WORLD GP 2009 FINAL 【WORLD GP リザーブファイト】                              | 2009年12月5日  |
| ×    | アリスター・オーフレイム                     | 3R終了 判定0-3                                        | K-1 WORLD GP 2009 IN SEOUL FINAL16 【WORLD GP 1回戦】                              | 2009年9月26日  |
| ○    | 西島洋介                                     | 3R 1:24 KO（3ノックダウン：右ローキック）             | K-1 WORLD GP 2009 IN TOKYO 【特別試合】                                            | 2009年8月11日  |
| ○    | エロール・ジマーマン                         | 3R+延長1R終了 判定3-0                                 | K-1 WORLD GP 2009 IN YOKOHAMA                                                      | 2009年3月28日  |
| ×    | バダ・ハリ                                   | 2R 1:39 TKO（レフェリーストップ：右フック）           | K-1 WORLD GP 2008 FINAL 【WORLD GP 準々決勝】                                      | 2008年12月6日  |
| ○    | セミー・シュルト                             | 3R終了 判定2-0                                        | K-1 WORLD GP 2008 IN SEOUL FINAL16 【WORLD GP 1回戦】                              | 2008年9月27日  |
| ○    | ヤン"ザ・ジャイアント"ノルキヤ               | 3R 2:49 TKO（レフェリーストップ：左まぶたカット）     | K-1 WORLD GP 2008 IN FUKUOKA                                                       | 2008年6月29日  |
| ×    | セミー・シュルト                             | 1R 1:49 KO（左ストレート）                            | K-1 WORLD GP 2007 FINAL 【WORLD GP 決勝】                                          | 2007年12月8日  |
| ○    | レミー・ボンヤスキー                         | 3R終了 判定3-0                                        | K-1 WORLD GP 2007 FINAL 【WORLD GP 準決勝】                                        | 2007年12月8日  |
| ○    | 澤屋敷純一                                   | 1R 1:29 KO（2ノックダウン：右ストレート）             | K-1 WORLD GP 2007 FINAL 【WORLD GP 準々決勝】                                      | 2007年12月8日  |
| ○    | レイ・セフォー                               | 1R終了時 TKO（タオル投入）                            | K-1 WORLD GP 2007 IN SEOUL FINAL16 【WORLD GP 1回戦】                              | 2007年9月29日  |
| ○    | ニコラス・ペタス                             | 2R 2:34 KO（右ハイキック）                            | K-1 WORLD GP 2007 IN HONG KONG                                                     | 2007年8月5日   |
| ○    | ボブ・サップ                                 | 1R 0:26 KO（膝蹴り）                                  | K-1 WORLD GP 2007 IN AMSTERDAM                                                     | 2007年6月23日  |
| ×    | セミー・シュルト                             | 3R終了 判定0-3                                        | K-1 WORLD GP 2006 IN TOKYO 決勝戦 【WORLD GP 決勝】                                | 2006年12月2日  |
| ○    | グラウベ・フェイトーザ                       | 2R 1:02 TKO（レフェリーストップ：左アッパー）         | K-1 WORLD GP 2006 IN TOKYO 決勝戦 【WORLD GP 準決勝】                              | 2006年12月2日  |
| ○    | 武蔵                                         | 1R 2:53 KO（2ノックダウン：パンチ連打）               | K-1 WORLD GP 2006 IN TOKYO 決勝戦 【WORLD GP リザーブファイト】                    | 2006年12月2日  |
| ○    | ゲーリー・グッドリッジ                       | 3R終了 判定3-0                                        | K-1 REVENGE 2006 K-1 WORLD GP 2006 IN SAPPORO 〜アンディ・フグ七回忌追悼イベント〜 | 2006年7月30日  |
| ○    | 堀啓                                         | 2R 1:23 KO（3ノックダウン：左ハイキック）             | K-1 WORLD GP 2006 IN SEOUL                                                         | 2006年6月3日   |
| ×    | アーネスト・ホースト                         | 3R終了 判定0-2                                        | K-1 WORLD GP 2006 IN AMSTERDAM                                                     | 2006年5月13日  |
| ○    | セミー・シュルト                             | 3R終了 判定2-0                                        | K-1 WORLD GP 2006 IN AUCKLAND                                                      | 2006年3月5日   |
| ○    | ジェロム・レ・バンナ                         | 3R+延長R終了 判定3-0                                  | K-1 WORLD GP 2005 IN TOKYO 決勝戦 【WORLD GP 準々決勝】                            | 2005年11月19日 |
| ○    | マイティ・モー                               | 2R 0:42 KO（左ローキック）                            | K-1 WORLD GP 2005 IN OSAKA 開幕戦 【WORLD GP 1回戦】                               | 2005年9月23日  |
| ○    | カーター・ウィリアムス                       | 3R+延長R終了 判定3-0                                  | K-1 WORLD GP 2005 IN SEOUL                                                         | 2005年3月19日  |
| ×    | フランソワ・"ザ・ホワイトバッファロー"・ボタ | 1R 1:13 KO（2ノックダウン：右足負傷）                 | K-1 WORLD GP 2004 決勝戦 【WORLD GP 準々決勝】                                     | 2004年12月4日  |
| ○    | マイケル・マクドナルド                       | 3R終了 判定3-0                                        | K-1 WORLD GP 2004 in TOKYO 開幕戦 【WORLD GP 1回戦】                               | 2004年9月25日  |
| ○    | ゲーリー・グッドリッジ                       | 3R 1:40 KO（3ノックダウン：右ローキック）             | K-1 WORLD GP 2004 in NAGOYA                                                        | 2004年6月6日   |
| ×    | 武蔵                                         | 3R終了 判定0-2                                        | K-1 WORLD GP 2003 決勝戦 【WORLD GP 準決勝】                                       | 2003年12月6日  |
| ○    | アレクセイ・イグナショフ                     | 3R+延長R終了 判定3-0                                  | K-1 WORLD GP 2003 決勝戦 【WORLD GP 準々決勝】                                     | 2003年12月6日  |
| ○    | ジェレル・ヴェネチアン                       | 3R終了 判定3-0                                        | K-1 WORLD GP 2003 開幕戦 ALL STARS 【WORLD GP1回戦】                               | 2003年10月11日 |
| ○    | 中迫剛                                       | 2R 1:42 KO（2ノックダウン：右ハイキック）             | K-1 BEAST II 2003                                                                  | 2003年6月29日  |
| ×    | ステファン"ブリッツ"レコ                     | 3R 1:44 TKO（ドクターストップ：右脛裂傷）             | K-1 WORLD GP 2003 in さいたま                                                      | 2003年3月30日  |
| ×    | レイ・セフォー                               | 3R終了 判定1-2                                        | K-1 WORLD GP 2002 決勝戦 【WORLD GP 準々決勝】                                     | 2002年12月7日  |
| ○    | グラウベ・フェイトーザ                       | 3R終了 判定3-0                                        | K-1 WORLD GP 2002 開幕戦 【WORLD GP 1回戦】                                        | 2002年10月5日  |
| ×    | アレクセイ・イグナショフ                     | 5R終了 判定0-2                                        | K-1 WORLD GP 2002 in 福岡                                                          | 2002年7月14日  |
| ○    | アンドレイ・キルサノフ                       | 5R終了 判定3-0                                        | K-1 SURVIVAL 2002 〜富山初上陸〜                                                   | 2002年6月2日   |
| ○    | ニコラス・ペタス                             | 1R 2:50 KO（膝蹴り）                                  | K-1 BURNING 2002 〜広島初上陸〜                                                    | 2002年4月21日  |
| ×    | フランシスコ・フィリォ                       | 2R終了時 TKO（タオル投入：左足甲負傷）                | K-1 WORLD GP 2001 決勝戦 【WORLD GP 1回戦】                                        | 2001年12月8日  |
| ×    | ステファン"ブリッツ"レコ                     | 3R 2:05 KO（右ストレート）                            | K-1 WORLD GP 2001 in ラスベガス 【GP予選トーナメント 決勝】                        | 2001年8月11日  |
| ○    | モーリス・スミス                             | 3R+延長R終了 判定3-0                                  | K-1 WORLD GP 2001 in ラスベガス 【GP予選トーナメント 準決勝】                      | 2001年8月11日  |
| ○    | 内田ノボル                                   | 3R 2:06 TKO（レフェリーストップ：左膝蹴り）           | K-1 WORLD GP 2001 in ラスベガス 【GP予選トーナメント 1回戦】                       | 2001年8月11日  |
| ○    | ノブ・ハヤシ                                 | 5R 0:36 TKO（タオル投入）                             | K-1 BURNING 2001 〜火の国熊本初上陸〜                                              | 2001年4月15日  |
| ×    | ミルコ・クロコップ                           | 5R終了 判定0-2                                        | K-1 GLADIATORS 2001 〜新世紀 一撃伝説の幕開け〜                                    | 2001年3月17日  |
| ○    | スチュアート・グリーン                       | 1R KO                                                 | K-1 WORLD GP 2001 世界地区予選 オランダ大会                                        | 2001年2月4日   |
| ○    | シリル・アビディ                             | 3R終了 判定3-0                                        | K-1 WORLD GP 2000 決勝戦 【WORLD GP 1回戦】                                        | 2000年12月10日 |
| ×    | シリル・アビディ                             | 1R 2:42 TKO（タオル投入：背筋挫傷）                   | K-1 WORLD GP 2000 in 横浜 【GP予選トーナメント 1回戦】                             | 2000年8月20日  |
| ×    | シリル・アビディ                             | 1R 2:13 TKO（レフェリーストップ：右ストレート）       | K-1 SPIRITS 2000                                                                   | 2000年7月7日   |
| ○    | アンドリュー・トムソン                       | 1R 0:55 KO                                            | K-1 WORLD GP 2000 〜ヨーロッパ&ロシア地区A予選〜                                   | 2000年5月12日  |
| ○    | レイ・セフォー                               | 3R 2:24 KO（右ローキック）                            | K-1 THE MILLENNIUM                                                                 | 2000年4月23日  |
| ○    | 武蔵                                         | 延長R 1:25 TKO（タオル投入）                          | K-1 RISING 2000 〜長崎初上陸〜                                                     | 2000年1月25日  |
| ×    | ジェロム・レ・バンナ                         | 1R 1:11 KO（左フック）                                | K-1 GRAND PRIX '99 決勝戦 【GRAND PRIX 準々決勝】                                  | 1999年12月5日  |
| ○    | ロイド・ヴァン・ダム                         | 5R終了 判定3-0                                        | K-1 GRAND PRIX '99 開幕戦 【GRAND PRIX 1回戦】                                     | 1999年10月3日  |
| ○    | サム・グレコ                                 | 2R 1:38 KO（右ハイキック）                            | K-1 DREAM '99 〜グランプリへの道〜                                                 | 1999年7月18日  |
| ○    | モーリス・スミス                             | 3R 2:44 TKO（レフェリーストップ：右ストレート）       | K-1 SURVIVAL '99 〜北海道初上陸〜                                                  | 1999年6月6日   |
| ○    | マット・スケルトン                           | 4R終了時 TKO（タオル投入）                            | K-1 REVENGE '99                                                                    | 1999年4月25日  |
| ○    | ジム・ミューレン                             | 3R 1:26 KO（右ハイキック）                            | K-1 THE CHALLENGE '99                                                              | 1999年3月22日  |
| ○    | マイケル・マクドナルド                       | 2R 2:40 KO（左膝蹴り）                                | K-1 RISING SUN '99                                                                 | 1999年2月3日   |
| ○    | アンディ・フグ                               | 1R 1:10 KO（左ハイキック）                            | K-1 GRAND PRIX '98 決勝戦 【GRAND PRIX 決勝】                                      | 1998年12月13日 |
| ○    | マイク・ベルナルド                           | 1R 2:53 TKO（レフェリーストップ：右ストレート）       | K-1 GRAND PRIX '98 決勝戦 【GRAND PRIX 準決勝】                                    | 1998年12月13日 |
| ○    | 佐竹雅昭                                     | 1R 2:40 TKO（レフェリーストップ：左膝蹴り）           | K-1 GRAND PRIX '98 決勝戦 【GRAND PRIX 準々決勝】                                  | 1998年12月13日 |
| ○    | シニサ・アンドリヤセビッチ                   | 2R 1:55 TKO（レフェリーストップ：右膝蹴り）           | K-1 GRAND PRIX '98 開幕戦 【GRAND PRIX 1回戦】                                     | 1998年9月27日  |
| ×    | フランシスコ・フィリォ                       | 1R終了時 TKO（ドクターストップ：右脛裂傷）            | K-1 DREAM '98                                                                      | 1998年7月18日  |
| ×    | アンディ・フグ                               | 5R終了 判定0-3                                        | K-1 FIGHT NIGHT '98 【WKA世界ムエタイスーパーヘビー級タイトルマッチ】              | 1998年6月6日   |
| ○    | アーネスト・ホースト                         | 5R終了 判定2-0                                        | K-1 KINGS '98                                                                      | 1998年4月9日   |
| ×    | アンディ・フグ                               | 5R終了 判定0-3                                        | K-1 GRAND PRIX '97 決勝戦 【GRAND PRIX 準決勝】                                    | 1997年11月9日  |
| ○    | マイク・ベルナルド                           | 3R 1:17 TKO（レフェリーストップ：右ボディストレート） | K-1 GRAND PRIX '97 決勝戦 【GRAND PRIX 準々決勝】                                  | 1997年11月9日  |
| ○    | ジェームズ・ウェーリング                     | 3R 1:13 TKO（レフェリーストップ：右ハイキック）       | K-1 GRAND PRIX '97 開幕戦 【GRAND PRIX 1回戦】                                     | 1997年9月7日   |
| ○    | ジェロム・レ・バンナ                         | 2R 1:19 KO（右ハイキック）                            | K-1 DREAM '97                                                                      | 1997年7月20日  |
| ○    | ジャン＝クロード・リビエール                 | 2R 3:08 TKO（レフェリーストップ：右ハイキック）       | K-1 BRAVES '97                                                                     | 1997年4月29日  |
| ○    | アンディ・フグ                               | 1R 1:55 TKO（レフェリーストップ：左膝蹴り）           | K-1 KINGS '97                                                                      | 1997年3月16日  |
| ○    | アンドレアス・シドン                         | 5R終了 判定3-0                                        | The Battle in Best                                                                 | 1997年2月15日  |
| ×    | マイク・ベルナルド                           | 3R 2:37 KO（右フック）                                | K-1 STAR WARS '96                                                                  | 1996年10月18日 |
| ×    | マイク・ベルナルド                           | 1R 2:21 反則失格（ローブロー）                        | K-1 REVENGE '96                                                                    | 1996年9月1日   |
| ×    | マイク・ベルナルド                           | 3R 0:13 KO（左フック）                                | K-1 GRAND PRIX '96 決勝戦 【GRAND PRIX 準々決勝】                                  | 1996年5月6日   |
| ○    | ジャン＝クロード・リビエール                 | 1R 2:43 KO（右ハイキック）                            | K-1 GRAND PRIX '96 開幕戦 【GRAND PRIX 1回戦】                                     | 1996年3月10日  |
| ○    | マイク・ベルナルド                           | 1R 0:40 KO（右フック）                                | K-1 HERCULES                                                                       | 1995年12月9日  |
| ○    | フーベルト・ヌムリッヒ                       | 5R終了 判定                                           | SHOCK OF EUROPE                                                                    | 1995年10月28日 |
| ○    | サム・グレコ                                 | 5R終了 判定3-0                                        | K-1 REVENGE II                                                                     | 1995年9月3日   |
| ○    | マイケル・トンプソン                         | 2R 0:40 KO（右膝蹴り）                                | K-1 LEGEND 翔                                                                      | 1995年7月16日  |
| ○    | ジェロム・レ・バンナ                         | 1R 1:37 KO（右ボディストレート）                      | K-1 GRAND PRIX '95 決勝戦 【GRAND PRIX 決勝】                                      | 1995年5月4日   |
| ○    | アーネスト・ホースト                         | 3R+延長R終了 判定3-0                                  | K-1 GRAND PRIX '95 決勝戦 【GRAND PRIX 準決勝】                                    | 1995年5月4日   |
| ○    | 後川聡之                                     | 1R 1:02 KO（右アッパー）                              | K-1 GRAND PRIX '95 決勝戦 【GRAND PRIX 準々決勝】                                  | 1995年5月4日   |
| ○    | カークウッド・ウォーカー                     | 3R 2:25 KO（右ローキック）                            | K-1 GRAND PRIX '95 開幕戦 【GRAND PRIX 1回戦】                                     | 1995年3月3日   |
| ○    | グラン・バーカー                             | 1R 2:00 KO（右膝蹴り）                                | K-1 LEGEND 乱                                                                      | 1994年12月10日 |
| ○    | Ergin Solmaz                                 | 3R 1:03 TKO                                           | The Night of The Sensation                                                         | 1994年11月12日 |
| ○    | フランク・ロブマン                           | 2R 2:29 KO（右ストレート）                            | NIGHT OF THE STARS 【決勝】                                                        | 1994年9月12日  |
| ○    | グレン・ワンガート                           | 1R 2:56 TKO                                           | NIGHT OF THE STARS 【準決勝】                                                      | 1994年9月12日  |
| ○    | ロブ・ファン・エスドンク                     | 2R KO                                                 | NIGHT OF THE STARS 【1回戦】                                                       | 1994年9月12日  |
| ○    | 佐竹雅昭                                     | 3R終了 判定3-0                                        | K-1 GRAND PRIX '94 【GRAND PRIX 決勝】                                             | 1994年4月30日  |
| ○    | パトリック・スミス                           | 1R 1:03 KO（右ストレート）                            | K-1 GRAND PRIX '94 【GRAND PRIX 準決勝】                                           | 1994年4月30日  |
| ○    | ロブ・ファン・エスドンク                     | 3R 1:10 KO（右ハイキック）                            | K-1 GRAND PRIX '94 【GRAND PRIX 1回戦】                                            | 1994年4月30日  |
| ○    | マーカス・フクナー                           | 2R 2:21 KO                                            | WMTA WORLD CHAMPION                                                                | 1994年2月20日  |
| ○    | ロブ・ファン・エスドンク                     | 4R 0:56 KO                                            | WORLD TITLE FIGHT OF MUAY THAI                                                     | 1993年9月19日  |
| ○    | ディーノ・ホームズ                           | 1R 1:36 KO（左ハイキック）                            | K-1 ILLUSION 風林火山 "林の章"                                                     | 1993年9月4日   |
| ×    | アーネスト・ホースト                         | 3R終了 判定0-2                                        | K-1 GRAND PRIX '93 【GRAND PRIX 1回戦】                                            | 1993年4月30日  |
| ○    | モーリス・スミス                             | 4R 2:07 KO（左ハイキック）                            | THE NIGHT OF THE SHOCK                                                             | 1993年3月7日   |
| ○    | リー・セルトープ                             | 1R 1:14 KO                                            | SUPER PRESTIGE FIGHT                                                               | 1993年1月29日  |
| △    | 佐竹雅昭                                     | 引き分け                                              | 格闘技オリンピックIII 〜カラテワールドカップ '92〜                                 | 1992年10月4日  |
| ○    | フランク・ロブマン                           | 3R 1:31 TKO                                           | THE NIGHT OF THE TRUTH                                                             | 1992年9月20日  |
| ○    | ハッサン・カスリオイ                         | 3R KO                                                 | オランダ                                                                           | 1992年7月      |
| ○    | アダム・ワット                               | 2R 2:46 KO                                            | リングス 光臨                                                                      | 1992年5月14日  |
| ○    | モーリス・スミス                             | 2分9R終了 判定                                        | フランス                                                                           | 1992年4月9日   |
| ○    | ダリス・アリベック                           | 2R 2:05 TKO                                           | FIGHT OF THE HEAVY TANKS                                                           | 1992年3月22日  |
| ○    | フランク・ロブマン                           | 5R終了 判定                                           | NIGHT OF FIGHTS                                                                    | 1991年11月18日 |
| ○    | マーク・ラッセル                             | 1R 1:40 KO                                            | イングランド                                                                       | 1991年6月29日  |
| ×    | ヤン・ウェッセルズ                           | 3R KO                                                 | The Battle of the Year                                                             | 1990年11月18日 |
| ○    | ヤン・オーストバーン                         | 判定                                                  | WORLD TITLE FIGHT OF MUAY THAI                                                     | 1990年4月1日   |
| ○    | Till Görres                                  | 1R 0:38 TKO                                           | Thai-Kickboxing Gala                                                               | 1989年12月16日 |
| ×    | アンドレ・マナート                           | KO                                                    | オランダ                                                                           | 1989年         |
| ×    | アーネスト・ホースト                         | 5R終了 判定0-3                                        | オランダ                                                                           | 1988年11月20日 |
| ○    | Yacobi                                       | 2R TKO                                                | オランダ                                                                           | 1987年5月24日  |
| ○    | Nico Krijgsman                               | 2R終了 判定                                           | オランダ                                                                           | 1987年3月29日  |

### 総合格闘技
| 総合格闘技 戦績 | 総合格闘技 戦績 | 総合格闘技 戦績 | 総合格闘技 戦績 | 総合格闘技 戦績 | 総合格闘技 戦績 | 総合格闘技 戦績 |
| --------------- | --------------- | --------------- | --------------- | --------------- | --------------- | --------------- |
| 3 試合          | (T)KO           | 一本            | 判定            | その他          | 引き分け        | 無効試合        |
| 1 勝            | 1               | 0               | 0               | 0               | 0               | 0               |
| 2 敗            | 0               | 1               | 1               | 0               | 0               | 0               |

| 勝敗 | 対戦相手 | 試合結果                             | 大会名                                                 | 開催年月日     |
| ×    | 把瑠都   | 3分3R終了 判定0-3                    | RIZIN FIGHTING WORLD GRAND-PRIX 2015 さいたま3DAYS     | 2015年12月31日 |
| ×    | 大山峻護 | 1R 0:30 ヒールホールド               | K-1 PREMIUM 2005 Dynamite!!                            | 2005年12月31日 |
| ○    | 若翔洋   | 1R 1:36 TKO（右ストレート→パウンド） | HERO'S 2005 ミドル級世界最強王者決定トーナメント開幕戦 | 2005年7月6日   |

## 獲得タイトル
- I.K.B.F.世界ヘビー級王座
- W.M.T.A.世界ムエタイヘビー級王座
- K-1 GRAND PRIX '94 優勝
- K-1 GRAND PRIX '95 優勝
- K-1 GRAND PRIX '98 優勝
- K-1 WORLD GP 2006 準優勝
- K-1 WORLD GP 2007 準優勝
- K-1 WORLD GP 2010 準優勝

### 戦績
- RIZIN 選手データ
- K-1 選手データ - ウェイバックマシン（2011年1月4日アーカイブ分）
- ピーター・アーツの戦績 - SHERDOG（英語）